# Vararia ubatubensis
Vararia ubatubensis är en svampart som först beskrevs av Viégas, och fick sitt nu gällande namn av Boidin & Lanq. 1977. Vararia ubatubensis ingår i släktet Vararia och familjen Lachnocladiaceae.   Inga underarter finns listade i Catalogue of Life.